# OpenDBX
OpenDBX ist eine freie C-Programmbibliothek, die eine einheitliche und konsistente Schnittstelle für Softwareentwickler zu verschiedenen Datenbankmanagementsystemen bereitstellt. Ziel der Funktionsbibliothek, die in der Programmiersprache C geschrieben wurde, ist ein effizienter Zugriff auf die von den Datenbankherstellern selbst entwickelten Schnittstellen mittels einer dünnen Abstraktionsschicht. Sie umfasst den von allen datenbankspezifischen Bibliotheken implementierten Satz von Funktionen, der durch weitere Funktionsblöcke ergänzt werden kann.
Im Gegensatz zu Bibliotheken wie ODBC wurde bei OpenDBX auf das Vereinheitlichen von Sprachmitteln der Sprache SQL zugunsten von Geschwindigkeit und Flexibilität verzichtet. Dies ermöglicht es dem Applikationsentwickler sowohl ausschließlich standardisierte Sprachelemente zu benutzen als auch auf effizientere datenbankspezifische Sprachkonstrukte zurückzugreifen. Darüber hinaus können dadurch auch Datenbanken angesprochen werden, die eine andere Abfragesprache als SQL verwenden.

## Unterstützte Datenbanken
- Firebird
- InterBase
- MySQL
- ODBC
- Oracle
- PostgreSQL
- SQLite 2 und 3
- Microsoft SQL Server
- Sybase